# CV Aguere
CV Aguere (spanska: Club Voleibol Aguere, den senare delen dock guache för den lokala dalen), är en volleybollklubb från San Cristóbal de La Laguna, Kanarieöarna, Spanien. Klubben grundades 1992 och debuterade i Superliga Femenina de Voleibol (högsta serien) 2003. Deras främsta framgång är när de blev spanska mästare 2010. De åkte ur högstaserien 2017/2018.